# Nawal El Jack
Malbas Jamous Nawal El Jack (tiếng Ả Rập: ملبس جاموس نوال الجاك; sinh ngày 17 tháng 10 năm 1988 tại Khartoum) là một vận động viên chạy nước rút người Sudan chuyên về 400 mét. Cô đại diện cho quốc gia của mình tại Thế vận hội mùa hè 2008.

## Giải đấu quốc tế
| Năm                | Giải đấu                   | Địa điểm                           | Thứ hạng           | Nội dung           | Chú thích          |
| Representing Sudan | Representing Sudan         | Representing Sudan                 | Representing Sudan | Representing Sudan | Representing Sudan |
| ------------------ | -------------------------- | ---------------------------------- | ------------------ | ------------------ | ------------------ |
| 2005               | World Youth Championships  | Marrakech, Maroc                   | 1st                | 400 m              | 51.19              |
| 2005               | World Championships        | Helsinki, Phần Lan                 | 15th (sf)          | 400 m              | 51.85              |
| 2006               | World Junior Championships | Bắc Kinh, China                    | 3rd                | 400 m              | 51.67              |
| 2007               | All-Africa Games           | Algiers, Algérie                   | 4th                | 400 m              | 51.83              |
| 2007               | All-Africa Games           | Algiers, Algérie                   | 3rd                | 4 × 400 m relay    | 3:34.84 (NR)       |
| 2007               | World Championships        | Osaka, Nhật Bản                    | 40th (h)           | 400 m              | 55.29              |
| 2007               | Pan Arab Games             | Cairo, Ai Cập                      | 2nd                | 200 m              | 24.25              |
| 2007               | Pan Arab Games             | Cairo, Ai Cập                      | 1st                | 400 m              | 54.15              |
| 2007               | Pan Arab Games             | Cairo, Ai Cập                      | 2nd                | 4 × 100 m relay    | 47.43 (NR)         |
| 2007               | Pan Arab Games             | Cairo, Ai Cập                      | 1st                | 4 × 400 m relay    | 3:38.56            |
| 2008               | African Championships      | Addis Ababa, Ethiopia              | 5th                | 400 m              | 51.93              |
| 2008               | African Championships      | Addis Ababa, Ethiopia              | 6th                | 4 × 400 m relay    | 3:45.07            |
| 2008               | Olympic Games              | Bắc Kinh, Trung Quốc               | 24th (sf)          | 400 m              | 54.18              |
| 2010               | African Championships      | Nairobi, Kenya                     | 7th                | 400 m              | 53.80              |
| 2011               | Pan Arab Games             | Doha, Qatar                        | 2nd                | 400 m              | 55.14              |
| 2011               | Pan Arab Games             | Doha, Qatar                        | 2nd                | 4 × 400 m          | 3:45.91            |
| 2015               | African Games              | Brazzaville, Republic of the Congo | 26th (h)           | 400 m              | 61.51              |

### Thành tích cá nhân tốt nhất
- 200 mét - 23,97 giây (2005)
- 400 mét - 51,19 giây (2005)
- Vượt rào 400 mét - 57,86 giây (2005)